# دونالد نيفن ويلر
دونالد نيفن ويلر (بالإنجليزية: Donald Niven Wheeler)‏ هو جاسوس ومدرس أمريكي، ولد في 23 أكتوبر 1913 في White Bluffs, Washington ‏ في الولايات المتحدة، وتوفي في 8 نوفمبر 2002 في سياتل في الولايات المتحدة.